# Hammam Khosro Agha

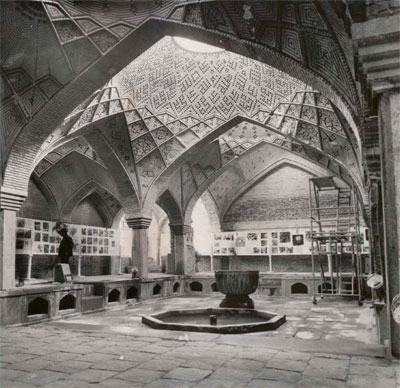
Le Hammam Khosro Agha

Le Hammam Khosro Agha était un hammam historique en Iran, situé dans la rue Sepah dans la ville Ispahan depuis l'époque Séfévides. En 1975, une extension de la rue Ostandari (maintenant rue Hakim) fut décidée, mais pour éviter de traverser le hammam, le projet fut annulé. En 1979, certains habitants du voisinage firent courir la rumeur d'une activité de prostitution dans le hammam pour que celui-ci soit démoli. Créer une rue aurait permis d'augmenter le prix de l'immobilier dans le quartier.
En 1992, le conseil suprême de l'urbanisme rejeta le projet de construction de la nouvelle rue à cause de la proximité du hammam. Finalement le 12 avril 1995 à deux heures du matin, des inconnus attaquèrent le hammam Khosro Agha et après avoir assommé le garde, ils démolirent complètement cet édifice historique et ils volèrent l'abreuvoir constitué d'une seule pierre,.